# Chrysochlamys balboa
Chrysochlamys balboa là một loài thực vật có hoa trong họ Bứa. Loài này được Hammel mô tả khoa học đầu tiên năm 1999.